# Marie-Françoise Bucquet
 (juin 2024).
Si vous disposez d'ouvrages ou d'articles de référence ou si vous connaissez des sites web de qualité traitant du thème abordé ici, merci de compléter l'article en donnant les références utiles à sa vérifiabilité et en les liant à la section « Notes et références ».
Pour les articles homonymes, voir Bucquet.
Marie-Françoise Bucquet, née le 28 octobre 1937 à Montivilliers (Seine-Maritime) et morte le 15 août 2018 à Paris 7e, est une pianiste française.
Cette pédagogue engagée est professeur au Conservatoire national supérieur de musique et de danse de Paris à partir de 1986.

## Biographie
Élève de Wilhelm Kempff et de Leon Fleisher, Marie-Françoise Bucquet deviendra le héraut de la musique contemporaine dans les années 1970. Iannis Xenakis, Betsy Jolas ou Sylvano Bussotti écriront pour elle.
Elle forme à partir de 1979 un duo avec son mari, le baryton Jorge Chaminé, avec lequel elle parcourt le monde en concerts et enregistre plusieurs disques. Professeur d'un grand nombre de pianistes parmi lesquels Nicholas Angelich, Etsuko Hirose, Shani Diluka, Hervé Billaut, Hélène Desmoulin ou Hélène Couvert.
Invitée par de grands orchestres internationaux tels que le London Symphony Orchestra, l’Orchestre de Philadelphie, l’Orchestre philharmonique de l'ORTF, le Tokyo Symphony Orchestra, etc., elle donne des récitals dans les salles les plus prestigieuses d’Europe, d’Asie et des États-Unis, entre autres au Théâtre des Champs-Élysées dans le cadre de la célèbre série « Piano 4 étoiles ».
Sa carrière de soliste l’amène à participer aux principales manifestations internationales dont le festival « Music Today » à Tokyo, les Semaines musicales internationales de Paris, les festivals de Menton et de Royan, le festival Gulbenkian, le festival de Bergamo-Brescia, le Kennedy Center de Washington, etc.
Enregistrant en exclusivité pour Philips, elle a reçu le Grammy Award pour son disque Igor Stravinsky et le prix Edison pour son intégrale Schoenberg.

## Décoration
- Officier de l'ordre des Arts et des Lettres